# Elisa Cusma
Elisa Cusma Piccione (née le 24 juillet 1981 à Bologne) est une athlète italienne, spécialiste du demi-fond (et du 800 m en particulier).

## Biographie
Elisa Cusma a réalisé son meilleur temps sur 800 mètres (1 min 58 s 63) lors des championnats du monde d'athlétisme 2007 à Osaka (Japon). Elle a remporté deux médailles d'or aux Jeux méditerranéens 2009 à Pescara (Italie) sur 800 et 1 500 m. Elle remporte sa demi-finale des Championnats du monde d'athlétisme à Berlin.
En Ligue de diamant 2010 à Monaco, sur 800 m, elle termine 5e (et 2e européenne) en 1 min 59 s 13, son meilleur temps en 2010.

## Palmarès
| Date | Compétition           | Lieu    | Résultat | Épreuve | Temps         |
| ---- | --------------------- | ------- | -------- | ------- | ------------- |
| 2009 | Jeux méditerranéens   | Pescara | 1re      | 800 m   | 1 min 59 s 87 |
| 2009 | Jeux méditerranéens   | Pescara | 1re      | 1 500 m | 4 min 11 s 88 |
| 2009 | Championnats du monde | Berlin  | 6e       | 800 m   | 1 min 58 s 81 |